# Najat El Hachmi
Najat El Hachmi (Nador, 2 luglio 1979) è una scrittrice e saggista marocchina naturalizzata spagnola, vincitrice nel 2007 del Premio Ramon Llull con il romanzo L'últim patriarca (trad. it.: La città degli amori infedeli), e del Premio Sant Joan nel 2015 con La filla estrangera.
Collabora con diversi media come Catalunya Ràdio, El 9 Nou de Vich e La Vanguardia.

## Biografia
Nata nella città marocchina di Nador, all'età di otto anni si trasferisce a Vic, in Catalogna, dove vive il padre emigrato anni prima dal Marocco. Il catalano che apprenderà a scuola, la prima lingua con cui impara a leggere, diventerà quella delle sue future opere, mentre il berbero rappresenterà il suo legame con la cultura e la tradizione orale della comunità di provenienza, un'eredità che si manifesterà in molti suoi romanzi.
Si laurea in filologia araba all'Università di Barcellona. Nel 1999 si sposa e l'anno dopo nasce il figlio Rida. Per mantenersi svolge diversi lavori, fra cui la donna delle pulizie, la cuoca, l'istruttrice di sport, la mediatrice culturale. Nel 2004 pubblica il suo primo libro, Yo también soy catalana (Anch'io sono catalana). Lavora in alcuni media come Catalunya Ràdio e pubblica alcuni articoli sul giornale El 9 Nou di Vic.
Nel 2005 partecipa a un evento organizzato dall'Institut Europeu de la Mediterrània con altri scrittori stranieri che utilizzano il catalano nelle loro opere, come Matthew Tree, Salah Jamal, Laila Karrouch o Mohamed Chaib.
Il successo arriva nel 2008 con L'últim patriarca (trad. it.: La città degli amori infedeli). Il romanzo vincerà il Premio Ramon Llull, il più importante della letteratura catalana, il Prix Ulisse nel 2009 e sarà finalista per il Prix Mediterranee Étranger 2009.
Nell'ottobre del 2012, con un centinaio di altri intellettuali, firma un manifesto a favore del federalismo in Catalogna; nel 2015 sostiene la coalizione elettorale di sinistra Cataluña Sí se Puede.

## Carriera letteraria
Inizia a scrivere, per diletto, all'età di undici anni. Dirà in seguito di utilizzare la scrittura come strumento per canalizzare l'irrequietezza che le deriva dal sentirsi in due luoghi diversi, e per avvicinare questi due mondi ai quali appartiene. "Grazie alla scrittura posso mettere insieme i pezzi che formano la mia identità in modo più o meno armonico e scoprire i conflitti che esistono in ognuno di essi. Se l'identità fosse un patchwork costituito da diversi pezzi di scrittura, sarebbe il meccanismo che mi permette di metterli insieme."
La sua produzione letteraria è soprattutto espressione delle problematiche derivate dalla sua esperienza migratoria.
Il suo primo libro, Jo també sóc catalana (2004, Anch'io sono catalana), scritto in catalano e successivamente tradotto in spagnolo, è un testo autobiografico nel quale affronta la sua esperienza di immigrata, il sentimento di perdita nei confronti del Marocco e la sua relazione con il paese di adozione, il tema dell'identità, della lingua, della religione, della condizione femminile. In questa autobiografia si confrontano e si contrappongono tre nazionalità e culture: quella spagnola, quella catalana e quella marocchina. Il nazionalismo catalano è quello che maggiormente la influenza e le assegna un’identità, ma che allo stesso tempo la esclude. Il romanzo è diviso in cinque piccoli capitoli che ripercorrono la vita della protagonista. La prima parte è dedicata al tema della lingua, la seconda al sentimento di non appartenenza geografica, il terzo capitolo contiene temi religiosi e culturali, il penultimo è una ricerca d'identità della scrittrice mentre l'ultimo affronta il tema della memoria.

### La città degli amori infedeli
Il successo arriva nel 2008 con L'últim patriarca (trad. it.: La città degli amori infedeli), vincitore del Premio Ramon Llull e tradotto in numerose lingue, tra le quali inglese, francese, italiano, portoghese, turco, rumeno e arabo.
Il romanzo è diviso in due parti: nella prima viene descritta l'infanzia, l'adolescenza e l'età adulta dell'ultimo patriarca di una famiglia berbera del nord del Marocco; la seconda parte narra la vita di questi dopo il suo trasferimento in una città catalana e il viaggio intrapreso dalla moglie e dai figli per arrivare in Spagna. L'opera è interamente narrata dalla terza e unica figlia del patriarca. Nel libro la scrittrice tratta di argomenti come il maschilismo e la violenza dei capi famiglia ancorati alla tradizione e al conservatorismo, contrapposti alle vicende della narratrice, giovane donna che cerca di sfuggire a un mondo che non ha scelto. La denuncia del patriarcato e il processo d’integrazione della popolazione magrebina in Spagna, lo scontro fra due mondi, due culture e due generazioni diventano i temi centrali del romanzo.
Grande rilievo è assegnato alla difficoltà delle donne musulmane di esercitare la propria libertà all’interno della cultura patriarcale, nella quale il rispetto e il valore riconosciuto al genere femminile viene subordinato all'esercizio delle virtù domestiche e delle funzioni riproduttive. L'autrice sofferma però il suo sguardo critico anche nei confronti dell'"accondiscendenza" con cui le donne, specie all'interno della famiglia, permettono agli uomini di mantenere il loro potere, garantendone i privilegi e perpetuando i valori e la divisione dei ruoli: "Era quello in modo in cui Mimoun riusciva sempre a ottenere che le donne della sua vita lo trasformassero pian piano in patriarca"; "La nonna e le sorelle lo avevano fatto vivere come un signore e mia madre aveva seguito la scia. Ancora oggi, se sta per sbucciarsi un frutto, arriva subito di corsa una delle zie e dice no, no, no ma cosa fai? Con tutte le donne che ci sono in questa casa, perché vuoi fare le cose da solo? Su, lascia stare, è compito nostro."
La messa in discussione dei valori della verginità e del matrimonio, il rifiuto del modello culturale rappresentato dai genitori e il ruolo liberatorio della scuola e dell'istruzione, sono i temi attorno ai quali si forma l'identità femminile della narratrice.

### La casa dei tradimenti
Nel 2011 Najat pubblica La caçadora de cossos (trad. it.: La casa dei tradimenti), un romanzo erotico in cui racconta, in prima persona, la storia di una donna di origini catalane, Isabel, impiegata come donna delle pulizie, di giorno nella casa di uno scrittore e di notte in una fabbrica. La sua vera vita non è però questa, ma quella scandita dalle sue molteplici esperienze sessuali con uomini provenienti da paesi e culture diverse: un marocchino, un inglese, un ghanese. Isabel passa da un uomo all’altro come se dovesse colmare dei vuoti interiori circondandosi di corpi maschili. Il romanzo è diviso in capitoli, nei quali è descritta la relazione che la protagonista ha con i diversi uomini, senza dare molti dettagli. Isabel prende come suo intimo confidente lo scrittore presso il quale lavora, l'unico uomo che non cerca esperienze sessuali con lei. Più entra in relazione con lui, più diventa dipendente dai suoi pareri e dalla sua comprensione. Lo scrittore la aiuta ad uscire lentamente dalla spirale di autodistruzione che ella stessa si era imposta. Isabel, quindi, capisce che quello che sta cercando, in maniera ossessiva, non la rende felice. La protagonista decide di cambiare vita e inizia la conoscenza con un ragazzo, il quale, secondo lei, potrebbe darle la felicità. È proprio la ricerca della felicità il motore che ha spinto Isabel ad avere molteplici esperienze sessuali con gli uomini, che però hanno reso ancora più grande il suo vuoto interiore. Nella conclusione del romanzo, Najat el Hachmi vuole mettere a nudo una semplice donna che, per colmare i propri vuoti e le paure di sentirsi sola, ricerca un uomo con cui condividere la vita, che apprezzi non solo il suo fisico ma anche la sua anima.

### La filla estrangera
Nel 2015 pubblica La filla estrangera con cui vince il Premio Sant Joan. La trama è incentrata sul conflitto di identità tra una madre, nata in Marocco, e la figlia. Le protagoniste vivono in una città della Catalogna interna, non citata ma molto probabilmente si tratterebbe di Vic, e la scrittrice mostra le problematiche di convivere con due culture molto diverse tra loro, quella marocchina della madre e quella più europeizzata della figlia. Il romanzo ha come sfondo la tradizione orale marocchina (soprattutto la lingua berbera di El Hachmi) e la tradizione letteraria europea.

### El lunes nos querrán
Nel 2021 si aggiudica il premio Nadal di narrativa in lingua spagnola con il romanzo El lunes nos querrán.

## Opere
- (CA) Najat el Hachmi, Jo també sóc catalana, Columna, 2004, OCLC 861227310.
- (CA) Najat el Hachmi, L'últim patriarca, Barcelona Planeta, 2008, OCLC 778653733.
- (CA) Najat el Hachmi, L'home que nedava, relato en la recopilación El llibre de la Marató. Vuit relats contra les malalties mentals greus, 2008, ISBN 978-84-664-0964-3.
- (CA) Najat el Hachmi, La caçadora de cossos, Barcelona Columna, 2011, OCLC 767722491.
- (CA) Najat el Hachmi, La filla estrangera, Barcelona : Edicions 62, 2015, OCLC 921145004.
- 2023 Mère de lait et de miel édition Verdier. ISBN 2378561598.

## Traduzioni italiane
- 2008 La città degli amori infedeli, Roma, Newton Compton, 2012 (Tit. orig.: L'últim patriarca)
- 2011 La casa dei tradimenti, traduz. di S. Miletto, Roma, Newton Compton, 2014  (Tit. orig.: La caçadora de cossos)

## Premi
- 2008 Premio Ramón Llull de novela
- 2015 Premio Sant Joan de Narrativa
- 2021 Premio Nadal per il romanzo El lunes nos querrán